# みずほフィナンシャルグループラグビー部
みずほフィナンシャルグループラグビー部（アルファベット表記：Mizuho Financial Group Rugby Football Team）は、2025年現在関東社会人リーグ2部Bに所属するみずほフィナンシャルグループのラグビーユニオンチーム。

## 歴史
- 1953年 第一銀行ラグビー部として創部[1]
- 1971年 日本勧業銀行と合併し、「第一勧業銀行ラグビー部」に名称変更
- 2002年 「みずほホールディングスラグビー部」に名称変更
- 2005年 「みずほフィナンシャルグループラグビー部」に名称変更

## リーグ戦戦績
- 2000-2001 関東社会人リーグ2部Bグループ 優勝（7勝）
- 2001-2002 関東社会人リーグ2部Cグループ 優勝（7勝）
- 2002-2003 関東社会人リーグ2部Bグループ 5位（3勝4敗）
- 2003-2004 関東社会人リーグ2部Cグループ 4位（4勝3敗）
- 2004-2005 関東社会人リーグ2部Bブロック 3位（4勝2敗）
- 2005-2006 関東社会人リーグ2部Aブロック 4位（4勝3敗）
- 2006-2007 関東社会人リーグ2部Cブロック 3位（4勝2敗）
- 2007-2008 関東社会人リーグ2部Cブロック 優勝（7勝）
- 2008-2009 関東社会人リーグ2部Aブロック 準優勝（6勝1敗）
- 2009-2010 関東社会人リーグ2部Dブロック 3位（5勝2敗）
- 2010-2011 関東社会人リーグ2部Aブロック 3位（5勝2敗）
- 2011-2012 関東社会人リーグ2部Cブロック 準優勝（4勝2敗）
- 2012-2013 関東社会人リーグ2部Cブロック 優勝（5勝）、関東社会人リーグ1部昇格
- 2013-2014 関東社会人リーグ1部 6位（3勝4敗）
- 2014-2015 関東社会人リーグ1部 7位（3勝4敗）
- 2015-2016 関東社会人リーグ1部 6位（3勝4敗）
- 2016-2017 関東社会人リーグ1部 6位（3勝4敗）
- 2017-2018 関東社会人リーグ1部 5位（3勝4敗）
- 2018-2019 関東社会人リーグ1部 7位[2]（7敗）
- 2019-2020 関東社会人リーグ1部 8位（7敗）、順位決定戦：4位、関東社会人リーグ2部降格
- 2020-2021 リーグ戦中止
- 2021-2022 関東社会人リーグ2部 リーグ不参加
- 2022-2023 関東社会人リーグ2部A 7位（1勝5敗）、入替戦：不戦敗、関東社会人リーグ2部B降格
- 2023-2024 関東社会人リーグ2部B 3位（5勝2敗）
- 2024-2025 関東社会人リーグ2部B 3位（4勝2敗）

## 在籍した選手
- 中澤健宏 - 現・リコーブラックラムズ所属。